# Aeroportul Nevers-Fourchambault
Aeroportul Nevers-Fourchambault (IATA: NVS, ICAO: LFQG) este un aeroport din Marzy, Cantonul Nevers-Sud, Arondismentul Nevers, Nièvre, Burgundia-Franche-Comté, Franța metropolitană, Franța ce deservește zona Marzy. Aeroportul a fost tranzitat în 2016 de 1.070 de pasageri.
Situat la o altitudine de 183 m, aeroportul dispune de o singură pistă.